# حقوق الإنسان في ليبيريا
أصبحت حقوق الإنسان في ليبيريا محط اهتمام دولي عندما تم اختيار رئيسة البلاد، إلين جونسون سيرليف، واحدة من الثلاث نساء المشاركات في جائزة نوبل للسلام لعام 2011، وجميعهن تم الاستشهاد بهن «لنضالهن اللاعنفي من أجل سلامة المرأة ومن أجل حقوق المرأة في المشاركة الكاملة في أعمال بناء السلام».
ومع ذلك، كما أشارت الغارديان في أكتوبر 2012، «لم يتم الترحيب بالإجماع بالجائزة إلى الرئيسة سيرليف في بلدها»، وبعد عام من الإعلان عن الجائزة، قامت إحدى مشاركات سيرليف في الفوز بجائزة نوبل، الناشطة الليبرية ليما غبوي، بتوضيح آراء العديد من نقاد سيرليف، متهمة الرئيسة بالمحسوبية، من بين جرائم أخرى، واستشهدت بالمناصب الحكومية العليا التي شغلها أبناء سيرليف الثلاثة. وفي نوفمبر 2012، انتقد المحامي الليبيري في مجال حقوق الإنسان، تياوان ساي غونغلو، محسوبية سيرليف ودعاها إلى الاستقالة.
ينتشر كل من المحسوبية والفساد على نطاق واسع في ليبيريا. ومن بين المشاكل الخطيرة الأخرى لحقوق الإنسان في البلد القتل الطقسي، وتجاوزات الشرطة، وحوادث ما يسمى «المحاكمة بالمحنة»، والاعتقال التعسفي، والحرمان من مراعاة الأصول القانونية، والعنف ضد المرأة، والعنف المنزلي، وتشويه الأعضاء التناسلية للإناث، وإساءة معاملة الأطفال، و‌الاتجار بالبشر، و‌عمالة الأطفال. غير أنه منذ نهاية الحرب الأهلية في عام 2003، كان هناك قدر كبير من النشاط من جانب عدد من المنظمات الدولية بهدف إقامة ديمقراطية قوية في ليبريا تقوم على حقوق الإنسان.
وليبريا من الدول الموقعة على العهد الدولي الخاص بالحقوق المدنية والسياسية، والعهد الدولي الخاص بالحقوق الاقتصادية والاجتماعية والثقافية، والاتفاقية الدولية للقضاء على جميع أشكال التمييز العنصري، واتفاقية القضاء على جميع أشكال التمييز ضد المرأة، واتفاقية مناهضة التعذيب وغيره من ضروب المعاملة أو العقوبة القاسية أو اللاإنسانية أو المهينة، واتفاقية حقوق الطفل.

## بعد الحرب الأهلية
دعا اتفاق السلام عام 2003 الذي أنهى الحرب الأهلية إلى قيام الحكومة الليبرية بإنشاء لجنة وطنية مستقلة لحقوق الإنسان. على الرغم من صدور قانون رسمي بتأسيس مثل هذه اللجنة في عام 2008، إلا أن التشكيل الفعلي للجنة تأخر لعدة سنوات. وأشارت منظمة العفو الدولية في عام 2013 إلى أن ليبيريا في حاجة ماسة لمثل هذه اللجنة، ودعت الحكومة إلى «جعل إنشاء مثل هذه اللجنة أولوية قصوى».
في سبتمبر 2009 تم إنشاء اللجنة الوطنية المستقلة لحقوق الإنسان أخيرا، ومع ذلك فإن اختيار أعضائها، وفقا لهيومن رايتس ووتش، شابه «إجراء فحص معيب، ومشاركة غير كافية من جماعات المجتمع المدني، واختيار مبدئي لعضو له علاقات وثيقة مع الرئيس، وأعضاء آخرين يفتقرون إلى الخبرة ذات الصلة»، كل ذلك أثار الشكوك حول استقلال اللجنة وحول التزام سيرليف بها.
وأشارت هيومن رايتس ووتش إلى أنه في عام 2010، «لم تحرز ليبيريا أي تقدم في ضمان محاكمة المسؤولين عن جرائم الحرب التي ارتكبت خلال النزاعات المسلحة» وفقا للتقرير النهائي لعام 2009 للجنة الحقيقة والمصالحة. واشتكى تقرير صادر عن منظمة العفو الدولية في عام 2012 من أن الأشخاص المذنبين بارتكاب انتهاكات جسيمة لحقوق الإنسان خلال الحرب الأهلية لم يقدموا بعد إلى العدالة، وأن لجنة الحقيقة والمصالحة لم تستجب بعد لدعوة لجنة تقصي الحقائق والمصالحة إلى إنشاء محكمة جنائية لمحاكمة هذه القضايا.
شكلت خمس منظمات لحقوق الإنسان التحالف من أجل العدالة في ليبيريا في أكتوبر 2012 «للدفاع عن العدالة وخلق الوعي وحملة لإنشاء محكمة دولية لملاحقة مرتكبي جرائم الحرب في ليبيريا». وتسعى أيضا، في جملة أمور، إلى المساعدة على «بناء وتعزيز المؤسسات الديمقراطية الوطنية وسيادة القانون في ليبريا، التي ستشمل رصد وتوثيق والدعوة إلى أداء تلك المؤسسات بفعالية بوصفها مؤسسات عدالة محورها الناس تدعم سيادة القانون واحترام حقوق الإنسان». وقال التحالف من أجل العدالة في ليبيريا إن أول أمر تجاري له سيكون «لتسمية وعار» مرتكبي انتهاكات حقوق الإنسان في زمن الحرب «والتأكد من أن الولايات المتحدة الأمريكية ليست ملاذا آمنا لهم ولا مشتركة لقضاء عطلة حيث يسافرون ويستمتعون بثرواتهم الدموية دون أي شكل من أشكال المساءلة».
منذ انتهاء الحرب الأهلية في ليبيريا في عام 2002، كانت قوات الأمم المتحدة مسؤولة عن الأمن وتقوم بتدريب القوات المسلحة والشرطة الليبرية. أنهى برنامج بقيادة الولايات المتحدة لتجنيد وتدريب جيش ليبيري جديد مهمته في ديسمبر 2009، على الرغم من أن العسكريين الأمريكيين استمروا في تدريب الضباط العسكريين الليبريين طوال عام 2010. فقوات الأمن، وإن كانت تقدم تقاريرها إلى المسؤولين المدنيين، تتصرف في بعض الأحيان بمفردها.

## وصلات خارجية
- Regional Watch for Human Rights